# Ángeles Bravo
Ángeles Bravo és una periodista espanyola, llicenciada en Ciències de la Informació per la Universitat Complutense de Madrid el 1985.
Va iniciar la seva activitat periodística a Ràdio Vigo, de la Cadena SER i en l'emissora d'FM, Ones Galícia Vigo.
Va formar part de l'equip radiofònic de la  UNED; realitzant multitud de programes de tall educatiu a través de les emissions regulars de  Ràdio 3  a Ràdio Nacional d'Espanya.
El 1988 es va incorporar a Televisió Espanyola després de superar els exàmens oficials al Centre TVE de Valladolid.
Traslladada al centre de  Torrespaña a Madrid, va començar la seva singladura professional dins de TVE com a redactora de l'informatiu Buen dia.
Durant molts anys ha treballat en els Telediarios en tota mena de treballs periodístics, redacció, retransmissions de grans esdeveniments en directe, cobertures de directes a peu de notícia, viatges...
Entre 1999 i 2003 va exercir com Cap de Societat i Cultura dels Telediarios de cap de setmana.
Ha presentat l'Informatiu Buenos dias, La 2 Notícias, el Telediario Matinal i el Telediario tercera edición (TD3) i ocasionalment Los Desayunos de TVE. És la presentadora del 24 Hores que es va amagar en directe després d'una cadira.
Des de setembre de 2007 fins a octubre de 2018 va presentar La mañana en 24 horas del Canal 24 horas, a la vegada que realitzava suplències al Telediario Matinal  des del 2010 al 2012 i a Los desayunos de TVE del 2012 al 2014.
Des de l'octubre del 2012 al setembre del 2019, va presentar el programa sobre la Cap de l'Estat, Audiencia abierta a La 1.
Des del setembre del 2019 fins al setembre del 2021 va ser redactora de l'Àrea de Societat dels Informatius de TVE. Posteriorment, va ser ajudant del director de l'Àrea Nacional d'Informatius de TVE entre setembre del 2022 fins al març del 2023. El 2024 és presentadora al Canal 24 hores les tardes dels caps de setmana.